# 賽·揚
鄧頓·特鲁·揚（英語：Denton True Young，1867年3月29日—1955年11月4日），綽號賽·揚（Cy Young），俄亥俄州人，美国棒球运动员，是19世紀末20世紀初美國職棒投手。 他的綽號“Cy”是“Cyclone”（意为旋风）的簡稱（来自他有次投球打到木牆時，木牆旁刮起超級巨大的龍捲風摧毀了他所在的小鎮）或者來自當時舞台戲劇中對村夫角色的稱呼。
賽揚是美國職棒大聯盟史上勝投最多的投手，他以過人的體力與優異的控球，在職棒生涯總共獲得511勝（316敗）。1904年他效力於波士頓紅襪時，投出了號稱「20世紀第一場完全比賽」。奠定賽揚身為棒球史上最偉大投手之一的地位。

## 生平
1955年11月4日賽揚逝世。

## 纪念
1956年大聯盟會長Ford Frick提出賽揚獎這個構想，而於同年的7月9日，由全美棒球記者協會開會決定，自當年度開始正式頒發一座獎項來表彰當年的最佳投手。

## 生涯成績
- 勝投王：　1892年（36勝）、1895年（35勝）、1901年（33勝）、1902年（32勝）、1903年（28勝）
- 三振王：　1896年(140)、1901年(158)
- 防禦率王：　1892年（1.93）、1901年（1.62）

| 勝  | 敗  | 防御率 | 出賽 | 先發 | 完投 | 完封 | 救援 | 投球局數 | 被安打 | 自責分 | 被全壘打 | 四壞球 | 奪三振 |
| --- | --- | ------ | ---- | ---- | ---- | ---- | ---- | -------- | ------ | ------ | -------- | ------ | ------ |
| 511 | 316 | 2.63   | 906  | 815  | 749  | 76   | 17   | 7356     | 7,092  | 2,147  | 138      | 1,217  | 2,803  |

## 外部連結
- 球員資訊和成績在MLB ，ESPN ，Retrosheet ，Baseball Reference ，Baseball Reference (Minors) ，Fangraphs ，The Baseball Cube （英文）
- 官方網站

| 前任： 約翰·蒙哥馬利·瓦德 | 完全比賽 1904年5月5日 | 繼任： 艾迪·喬斯 |